# 阿布拉塞因山
阿布拉塞因山(英語：Mont Abourasséin)是非洲中部國家的山峰，海拔高度1,113米，位於中非共和國和南蘇丹接壤的邊境，由中非共和國的上科托省和南蘇丹的西加扎勒河省負責管轄。